# 3-Stunden-Rennen von Fuji 2013

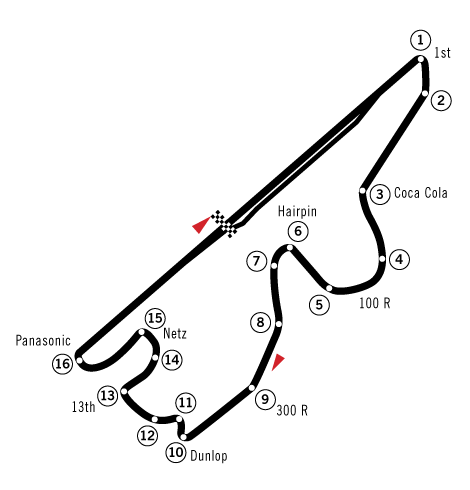
Fuji Speedway

Das 3-Stunden-Rennen von Fuji 2013, auch 3 Hours of Fuji, Fuji Speedway, fand am 22. September auf dem Fuji Speedway statt und war der zweite Wertungslauf der Asian Le Mans Series dieses Jahres.

## Das Rennen
Das erste Rennen der Saison, das 3-Stunden-Rennen von Inje 2013, war von mangelnder Teilnehmerzahl geprägt. Nur acht Fahrzeuge starteten in den Wertungslauf. Um diesem Umstand entgegenzuwirken, waren in Fuji auch Wagen aus der japanischen Super GT startberechtigt. Dadurch erhöhte sich die Teilnehmerzahl auf 20. Wie in Inje siegte auch in Fuji der Morgan LMP2 von KCMG, diesmal gefahren von Hiroshi Koizumi, James Winslow und Richard Bradley.

## Ergebnisse

### Schlussklassement
| 1           | LMP2 | 18  | KCMG                          | Hiroshi Koizumi James Winslow Richard Bradley        | Morgan LMP2                  | 108 |
| 2           | LMP2 | 24  | OAK Racing                    | Jeffrey Lee Cheng Congfu David Cheng                 | Morgan LMP2                  | 108 |
| 3           | SGT  | 16  | Team Mugen                    | Hideki Mutō Yūki Nakayama                            | Honda CR-Z ZF2               | 106 |
| 4           | SGT  | 11  | Gainer                        | Katsuyuki Hiranaka Björn Wirdheim                    | Mercedes-Benz SLS AMG GT3    | 106 |
| 5           | SGT  | 61  | R&D Sport                     | Kota Sasaki Tetsuya Yamano                           | Subaru BRZ GT300             | 105 |
| 6           | SGT  | 0   | Team Taisan Ken Endless       | Naoki Yokomizo Kyosuke Mineo                         | Porsche 997 GT3 R            | 104 |
| 7           | SGT  | 2   | Cars Tokai Dream28            | Hiroki Katō Kazuho Takahashi                         | McLaren MP4-12C GT3          | 104 |
| 8           | GTC  | 007 | Craft Racing                  | Richard Lyons Frank Yu                               | Aston Martin V12 Vantage GT3 | 103 |
| 9           | GTC  | 77  | AF Corse                      | Steve Wyatt Michele Rugolo Andrea Bertolini          | Ferrari 458 Italia GT3       | 103 |
| 10          | SGT  | 52  | Okinawa-Imp Racing with Shift | Hironori Takeuchi Takeshi Tsuchiya Motoyoshi Yoshida | Mercedes-Benz SLS AMG GT3    | 103 |
| 11          | SGT  | 5   | Team Mach                     | Naoya Yamano Tetsuji Tamanaka                        | Nissan GT-R Nismo GT3 R35    | 103 |
| 12          | GTE  | 70  | Taisan Ken Endless            | Akira Iida Shinji Nakano Shogo Mitsuyama             | Ferrari 458 Italia GTE       | 101 |
| 13          | SGT  | 9   | Pacific Direction Racing      | Yuya Sakamoto Yuu Yokomaku Akira Mizutani            | Porsche 997 GT3 R            | 100 |
| 14          | GTC  | 26  | Team Taisan Ken Endless       | Naoya Gamou Akihiro Asai                             | Porsche 997 GT3 R            | 100 |
| 15          | GTC  | 91  | AAI-Rstrada                   | Tatsuya Tanigawa Marco Seefried Jun-San Chen         | Porsche 997 GT3 R            | 99  |
| 16          | SGT  | 62  | Leon Racing                   | Haruki Kurosawa Tsubasa Kurosawa                     | Mercedes-Benz SLS AMG GT3    | 84  |
| Ausgefallen |      |     |                               |                                                      |                              |     |
| 17          | GTC  | 37  | BBT                           | Anthony Liu Davide Rizzo Massimilliano Wiser         | Lamborghini Gallardo GT3     | 98  |
| 18          | GTC  | 92  | AAI-Rstrada                   | Yasushi Kikuchi Morris Chen                          | McLaren MP4-12C GT3          | 63  |
| 19          | SGT  | 30  | Apr                           | Yuki Iwasaki Igor Sushko Kenji Kobayashi             | Nissan GT-R Nismo GT3 R35    | 44  |
| 20          | SGT  | 55  | Autobacs Racing Team Aguri    | Shinichi Takagi Takashi Kobayashi Tomoki Nojiri      | Honda CR-Z ZF2               | 34  |

### Nur in der Meldeliste
Zu diesem Rennen sind keine weiteren Meldungen bekannt.

### Klassensieger
| Klasse | Fahrer          | Fahrer        | Fahrer          | Fahrzeug                     | Platzierung im Gesamtklassement |
| ------ | --------------- | ------------- | --------------- | ---------------------------- | ------------------------------- |
| LMP2   | Hiroshi Koizumi | James Winslow | Richard Bradley | Morgan LMP2                  | Gesamtsieg                      |
| GTE    | Akira Iida      | Shinji Nakano | Shogo Mitsuyama | Ferrari 458 Italia GTE       | Rang 12                         |
| GTC    | Richard Lyons   | Frank Yu      |                 | Aston Martin V12 Vantage GT3 | Rang 8                          |
| SGT    | Hideki Mutō     | Yūki Nakayama |                 | Honda CR-Z ZF2               | Rang 3                          |

### Renndaten
- Gemeldet: 20
- Gestartet: 20
- Gewertet: 16
- Rennklassen: 4
- Zuschauer: 7800
- Wetter am Renntag: warm und trocken
- Streckenlänge: 4,563 km
- Fahrzeit des Siegerteams: 3:00:52,377 Stunden
- Gesamtrunden des Siegerteams: 108
- Gesamtdistanz des Siegerteams: 492,804 km
- Siegerschnitt: 163,374 km/h
- Pole Position: Jeffrey Lee – Morgan LMP2 (#24) – 1:34,253 = 174,284 km/h
- Schnellste Rennrunde: Cheng Congfu – Morgan LMP2 (#24) – 1:35,843 = 171,393 km/h
- Rennserie: 2. Lauf der Asian Le Mans Series 2013